# Černý rybník

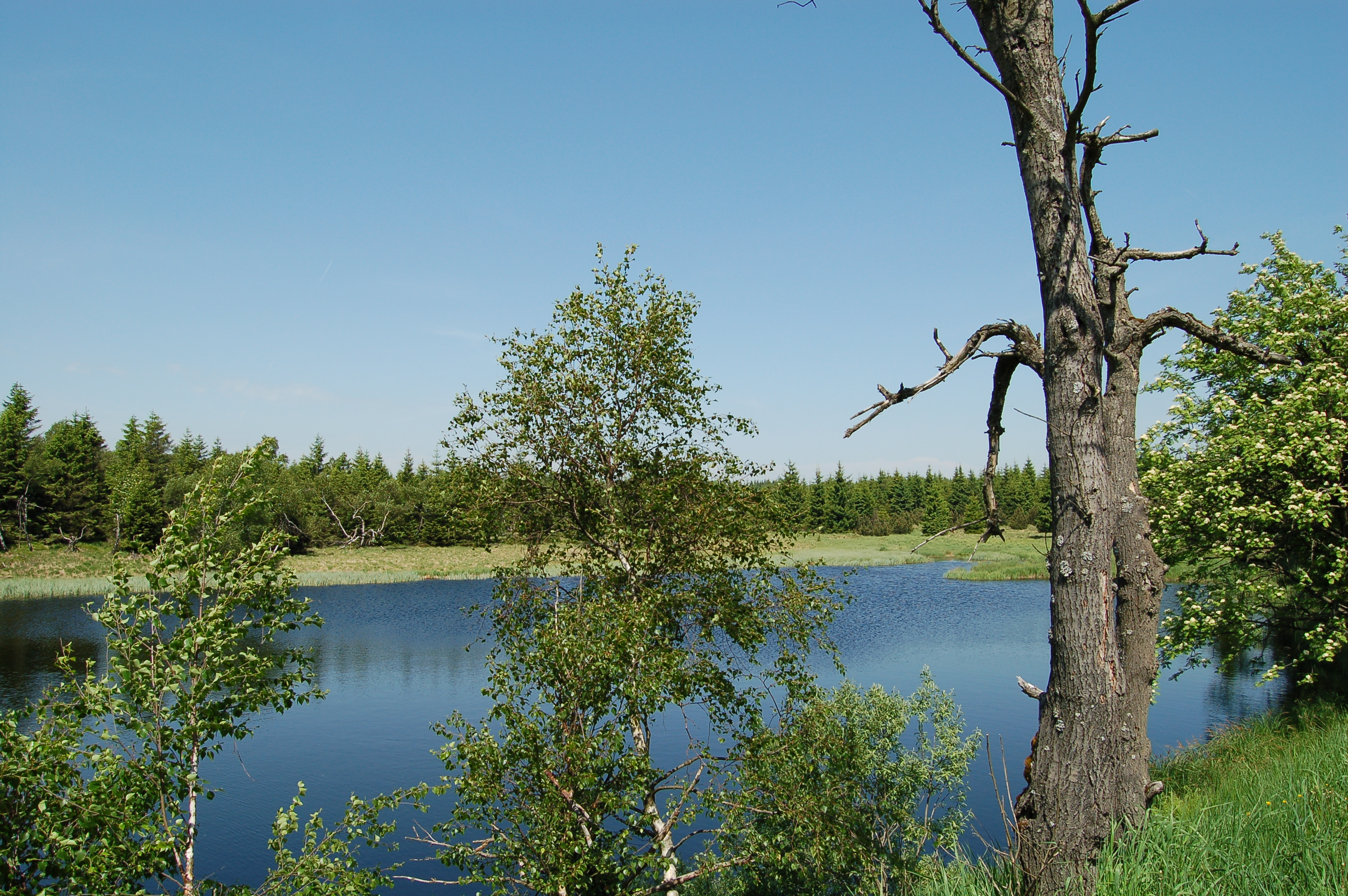
Černý rybník

Černý rybník (deutsch Schwarzer Teich) ist ein am 8. November 1993 begründetes 32,56 Hektar großes Naturreservat im Erzgebirge in Tschechien. Es befindet sich drei Kilometer nordwestlich von Klíny, Okres Most bzw. fünf Kilometer östlich von Seiffen/Erzgeb. an der Grenze zu Deutschland. Die Wasseroberfläche befindet sich auf 805 m Höhe.
Es handelt sich dabei um ein Moorgebiet auf einer Fläche von 13 Hektar mit seltenen Pflanzen und Birken. Der Teich selbst wurde 1848 ursprünglich als Forellenteich mit einer Fläche von 1,09 Hektar angelegt. Von Norden her bewässert der Bach Schweinitz (Svídnice), der am nördlichen Rand des Moorgebietes entspringt, das Terrain. Die Schweinitz ist auch der südliche Abfluss, sie bildet unterhalb des Moores die Grenze zu Deutschland. Nach Osten hin wird das Moor durch den Bílý Potok (Weißer Bach) entwässert.
In der Vergangenheit wurde versucht, das Gebiet künstlich zu entwässern. Die inzwischen zugewachsenen Kanäle sind noch nachweisbar. Ende des 20. Jahrhunderts wurden Reste von Pfählen aus der Zeit um etwa 3000 v. Chr. gefunden. Die Pfahlbauten waren viereckig, 9 Meter lang und 5 Meter breit. Neben diesen Pfahlbauten wurden auch kleine gebogene Hörner und kleine Lehmgefäße (Lämpchen) sowie keramische Gefäße gefunden. Ausgegraben wurden des Weiteren steinerne Äxte, die aus dem Neolithikum zu stammen scheinen.
Koordinaten: 50° 39′ 13″ N, 13° 31′ 41″ O